# آيت إسفاون الجبل (بني عياط)
آيت إسفاون الجبل هي إحدى مشيخات المملكة المغربية، تتبع جغرافيا لإقليم أزيلال وإداريًا لبني عياط. يقدر عدد سكانها بـ 3638 نسمة حسب الإحصاء الرسمي للسكان والسكنى لسنة 2004.